# Marie Wilt
Marie Wilt, született: Liebenthaler (Bécs, 1833. január 30. – Bécs, 1891. szeptember 24.) osztrák opera-énekesnő (szoprán).

## Életútja
Már Wilt mérnök neje volt, amikor Gänsbacher és Wolf alatt énektanulását megkezdte. 1859-től énekelt dalegyesületben, 1865-ben Grazban lépett szinpadra és nemsokára a bécsi opera tagja lett. 1876-ban Budapesten is fellépett, majd 1879-től operaelőadásokon is sokszor énekelt. 1889 februárjában búcsúzott a színpadtól egyik legkedvesebb szerepében, Szilágyi Erzsébetként (Erkel F.: Hunyadi László). Szerepköre, mintegy három oktávban egyenletes, gyönyörüen csengő, hatalmas szopránjával, Oféliától Normáig és Brunnhildéig mindent felölelt. Önkezével vetett véget életének.

## Fontosabb szerepei
- Szulamith (Goldmark K.: Sába királynője)
- Norma (Bellini)
- Donna Anna (Mozart: Don Giovanni)
- Melinda (Erkel F.: Bánk bán)
- Leonora (Verdi: A trubadúr)
- Aida (Verdi)
- Elsa (Wagner: Lohengrin)